# اچ‌ام‌اس هوسار (جی۸۲)
اچ‌ام‌اس هوسار (جی۸۲) (به انگلیسی: HMS Hussar (J82)) یک کشتی است که طول آن ۲۴۵٫۲۵ فوت (۷۴٫۷۵ متر) می‌باشد. این کشتی در سال ۱۹۳۴ ساخته شد.